# Augustin Denys
Pour les articles homonymes, voir Denys.
Augustin Denys, né le 28 août 1803 à Gallardon dans l’Eure-et-Loir et mort le 30 janvier 1879 à Paris, est un ecclésiastique français.

## Biographie
Augustin Pierre Denys étudie à Paris au collège Stanislas en 1817-1821 de la troisième à la classe philosophie, puis s’oriente dans la voie ecclésiastique en faisant un séminaire. Il est nommé prêtre le 21 mai 1826. Très vite, il devient un proche ami de l’abbé Claude Liautard (1774-1844), fondateur du collège Stanislas, ce qui lui permet de devenir deuxième vicaire de Fontainebleau en 1827, puis premier vicaire l’année suivante. Sans doute une nouvelle fois sous le conseil de l’abbé Liautard, il devient, en 1839, premier vicaire de la paroisse Notre-Dame de Grâce de Passy. En 1844, il est nommé premier aumônier à l’hôpital de la Charité, puis, en 1850, à l’hôpital Saint-Louis. En 1856 il fonde la paroisse Saint-Éloi et en devient le curé. Par admiration pour ce saint, il écrit la Légende biographique de saint Éloi en 1866. 
En 1877, il est nommé chanoine de Paris et chanoine honoraire de Montpellier et d'Autun. Il écrit aussi les Mémoires de l’abbé Liautard. Pour sa grande piété il est nommé commandeur de l’ordre de Sainte-Rose. Il meurt le 30 janvier 1879 à Paris.

## Publications
- Nouvelle encyclopédie de la jeunesse, Paris, Desloges, 1858, 238 p.
- Légende biographique de saint Éloi, Paris, L. Lesort, 1866, 36 p. En ligne sur Gallica.
- Légende biographique de sainte Aure, abbesse, Paris, L. Lesort, 1867, 12 p. En ligne sur Gallica.
- Le Palais des Tuileries en 1848 : épisode de la Révolution de février, Paris, J. Albanel, 1869, 240 p. Lire en ligne.
- Biographie de monseigneur Louis-François Sibour, évêque de Tripoli de Syrie, Paris, Soussens, 1878 En ligne sur Gallica.

## Sources
- Notice de la Bibliothèque nationale de France.
- Archives de Stanislas, Consulté le 22/03/2019